# 5068 Cragg
5068 Cragg (1990 TC) là một tiểu hành tinh vành đai chính được phát hiện ngày 9 tháng 10 năm 1990 bởi McNaught, R. H. ở Siding Spring.